# Pietro Filippo Scarlatti
Pietro Filippo Scarlatti (* 5. Januar 1679 in Rom; † 22. Februar 1750 in Neapel) war ein italienischer Komponist, Organist und Chorleiter.
Pietro Filippo – das älteste Kind des Komponisten Alessandro Scarlatti und ein Bruder des ebenfalls als Tonsetzer berühmt gewordenen Domenico Scarlatti – begann seine musikalische Karriere 1705 als Chorleiter der Kathedrale zu Urbino. Sein Vater holte ihn 1708 nach Neapel, wo er als Organist am Königshof tätig war. 
1728 komponierte er seine einzige bekannte Oper Clitarco (uraufgeführt im Teatro San Bartolomeo zu Neapel), deren Partitur jedoch verschollen ist. Zu seinen weiteren Hauptwerken gehören drei Kantaten und eine Vielzahl an Toccaten für Klavier bzw. Orgel.

## Werk

### Vokalmusik
- Giacobbe. Oratorium, 1705, Urbino
- Sant’Andrea apostolo. Oratorium, 1706, Urbino
- La sposa de cantici. Dialogo, 1706, Urbino
- Clitarco, o sia La più fedel tra gli amici. Dramma per Musica, 1728, Neapel
- Care luci del ben mio. Kantate für Alt und drei Instrumente
- Scusatemi signora. Kantate für Sopran und Basso continuo
- weitere Kantaten

### Instrumentalmusik
- 3 Minuetti per Violino
- 4 Bassi numerati
- 21 Toccate

| Personendaten    | Personendaten                        |
| ---------------- | ------------------------------------ |
| NAME             | Scarlatti, Pietro Filippo            |
| KURZBESCHREIBUNG | italienischer Komponist und Organist |
| GEBURTSDATUM     | 5. Januar 1679                       |
| GEBURTSORT       | Rom                                  |
| STERBEDATUM      | 22. Februar 1750                     |
| STERBEORT        | Neapel                               |